# Паркова революція

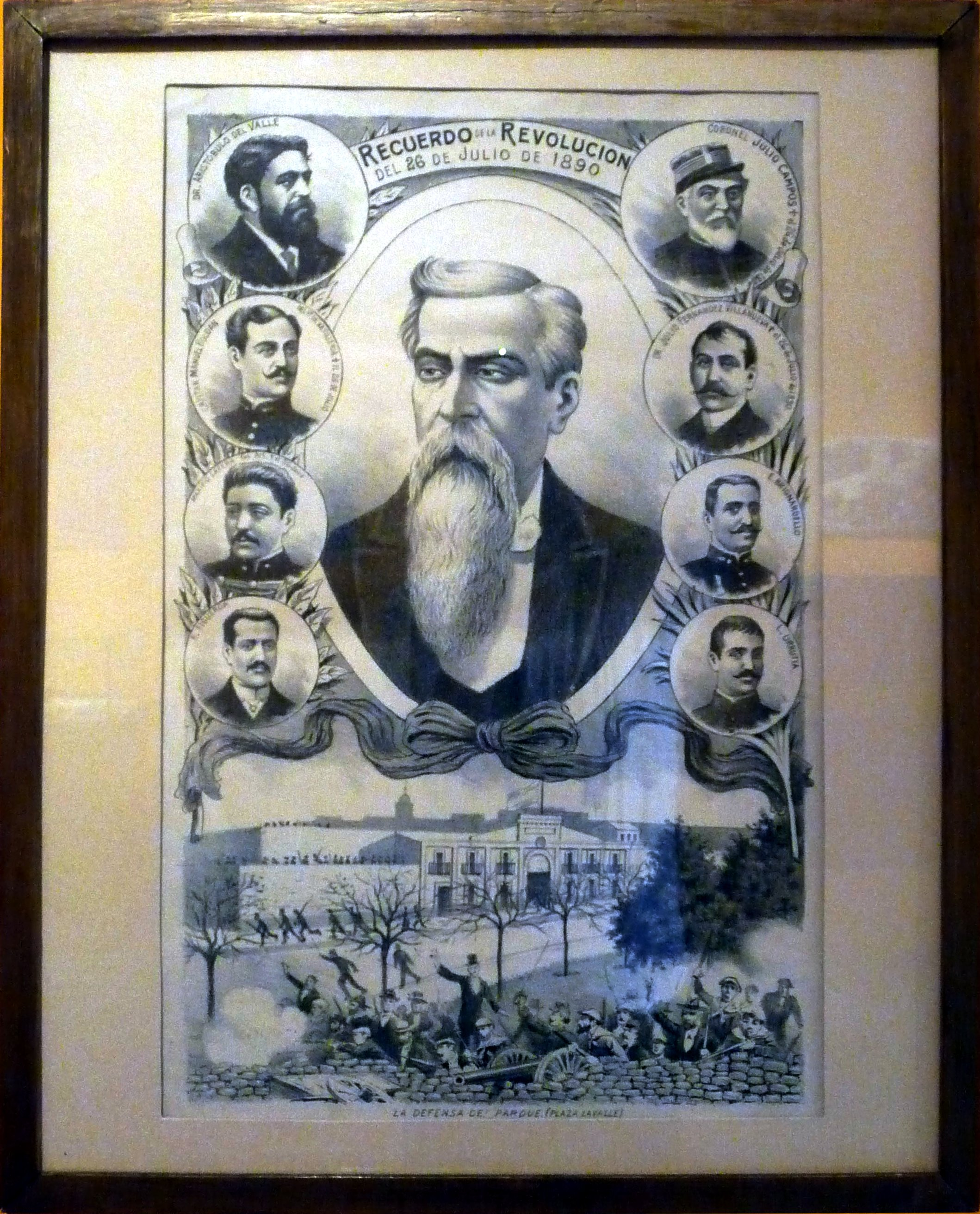
Літографія з Аргентинського національного історичного музею

Паркова революція (ісп. Revolución del Parque) — повстання проти національного уряду Аргентини, що відбулось 26 липня 1890 року, розпочалось із захоплення парку Артилерії в Буенос-Айресі. Повстання очолювали члени Громадянського союзу (який згодом було реорганізовано на сучасний Громадянський радикальний союз). Повстання було спрямовано проти політики президента Сельмана (Національна автономістська партія). В результаті президент був змушений піти у відставку.